# 俄羅斯星
俄羅斯星（232 Russia）是第232顆被人類發現的小行星，位于火星和木星之間的小行星帶。
該小行星以俄羅斯命名。
| 前一小行星： 小行星231 | 小行星列表 | 後一小行星： 小行星233 |